# Gynoplistia (Gynoplistia) pygmaea
Gynoplistia (Gynoplistia) pygmaea is een tweevleugelige uit de familie steltmuggen (Limoniidae). De soort komt voor in het Australaziatisch gebied.